# Ferdinand von Wrangell

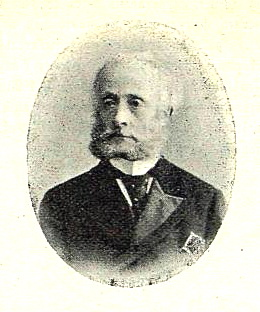
Ferdinand von Wrangell (1897)

Ferdinand Georg Friedrich Baron von Wrangell (russisch Фердинанд Фердинандович фон Врангель Ferdinand Ferdinandowitsch Wrangel; * 4. Februarjul. / 16. Februar 1844greg. in St. Petersburg; † 3. Dezember 1919 in Ascona) war ein russischer Marineoffizier, Hochschullehrer und Schriftsteller.

## Leben

### Herkunft und Familie
Ferdinand war Angehöriger des baltischen Adelsgeschlechts von Wrangel. Seine Eltern waren der russische Admiral und Weltumsegler Ferdinand von Wrangel (1796–1870) und Elisabeth, geborene Baroness von Rossillon (1810–1854). Er vermählte sich 1870 in Kreuznach mit Adelina Montague (1850–1934). Die Ehe blieb ohne Kinder.

### Werdegang
Wrangell besuchte das Seekadettenkorps in St. Petersburg seit 1857. Er avancierte 1858 zum Gardemarin und 1862 zum Mitschman. In den Jahren 1862 bis 1865 studierte er Physik und Mathematik an der Kaiserlichen Universität Dorpat. Dann stieg er 1865 zum Leutnant auf und unternahm mehrere Schiffsreisen bis ins Mittelmeer, besuchte zudem von 1869 bis 1870 die Marineakademie in St. Petersburg. 1872 war er Kommandant des Kanonenboots Priboj und hatte 1873 das Kommando der physikalischen Untersuchungen am Schwarzen und Asowschen Meer. Im Jahre 1875 erhielt er seine Beförderung zum Kapitänleutnant und war von 1877 bis 1878 im Stabe der Verteidigung der Dnepr-Mündung in Otschakow.
In den Jahren 1879 bis 1883 war er Prinzenerzieher des Herzogs Carl Michael zu Mecklenburg und stieg schließlich 1885 zum Kapitän II. Ranges auf. Bereits seit dem Jahr 1883 und bis 1892 war er Inspekteur sowie von 1892 bis 1896 Direktor des Alexander-Lyzeums in St. Petersburg. Schon 1887 war er Hofrat und Kollegialassessor. Er lehrte auch als Professor der Ozeanographie und Meteorologie an der Marineakademie. Nachdem er 1891 zum Staatsrat ernannt wurde, avancierte er noch im selben Jahr zum Wirklichen Staatsrat.
Wrangell war Ritter des St. Anna-Ordens III. Klasse, des Sankt-Stanislaus-Ordens II. und I. Klasse sowie des St. Wladimir-Ordens III. Klasse. Er hat 1896 seinen Abschied erhalten.
1898 erlitt er einen Schlaganfall.
1907 kam Wrangell nach Ascona in der Schweiz, wo er sich verstärkt seiner schon zuvor gezeigten Neigung, der Schriftstellerei, widmete. Hier hielt er auch regelmäßig Vorträge.
1919 gehörte Wrangell zu den Mitunterzeichnern von Rudolf Steiners „Aufruf an das deutsche Volk und an die Kulturwelt!“

## Werke
- Segelanweisung des Seeweges von Kronstadt nach Wladiwostok (12 Bde.)
- Die russisch-baltische Frage, St. Petersburg und Leipzig 1883
- Rußlands innere Lage, Leipzig 1905
- Die baltische Frage in persönlicher Beleuchtung, Reval 1907.
- Die Elemente des russischen Staates und die Revolution, Leipzig 1907.
- Im neuen Russland. Eindrücke, Gespräche, Betrachtungen, Reval 1908.
- Warum kämpfen sie? Eine völkerpsychologische Studie, Zürich 1914
- Internationale Anarchie oder Verfassung, Zürich 1915
- Russische Rückblicke und Ausblicke, Zürich 1917
- In magnis voluisse sat est, Erinnerungen, Acta Wrangeliana 29, 1965, S. 18–106